# Sclerenchymvezel

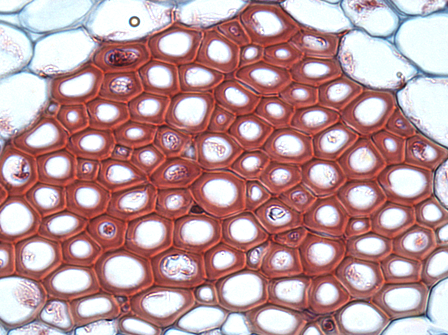
Dwarsdoorsnede van sclerenchymvezels

Sclerenchymvezels zijn prosenchymatische (smalle en langgerekte) sclerenchymcellen. In het xyleem worden ze ook wel houtvezels genoemd en in de bast bastvezels. Ze hebben een grote trekvastheid.
De meeste sclerenchymvezels zijn meer of minder sterk verhout. In onder andere vlas en brandnetel zijn ze echter niet verhout, bestaan ze voornamelijk uit cellulose en blijven ze levend.
In het secundaire hout zijn ze dood, bestaan ze voor een groot deel uit lignine en hebben ze in de wanden hofstippels of gewone stippels.

## Gebruik
Uit de sterke bastvezels van de waroeboom worden touwen en visnetten gemaakt. Op de eilanden in de Grote Oceaan worden van de vezels ook hoelarokken gemaakt.